# هانیبال لکتر
هانیبال لکتر (انگلیسی: Hannibal Lecter) شخصیتی تخیلی است که توسط رمان‌نویس توماس هریس پدید آمده‌است. او یک قاتل زنجیره‌ای است که قربانیان خود را می‌خورد و قبل از اینکه دستگیر شود، یک روان‌شناس قانونی بود. در زندان، ویل گراهام و کلاریس استارلینگ از مأموران اداره تحقیقات فدرال (اف‌بی‌آی) برای کمک به پیدا کردن دیگر قاتلان زنجیره‌ای با او مشورت می‌کنند.
لکتر اولین بار در نقشی کوچک به عنوان یک شخصیت شرور در رمان دلهره‌آور اژدهای سرخ (۱۹۸۱) ظاهر شد که در فیلم شکارچی انسان (۱۹۸۶) با بازی برایان کاکس در نقش لکتر اقتباس شد. این شخصیت نقش بلندتری را در رمان سکوت بره‌ها (۱۹۸۸) داشت. اقتباس سینمایی سال ۱۹۹۱ با بازی آنتونی هاپکینز در نقش لکتر، برایش جایزهٔ اسکار بهترین بازیگر نقش اول مرد را به همراه داشت. هاپکینز این نقش را در اقتباس سال ۲۰۰۱ از رمان چاپ ۱۹۹۹ هانیبال و فیلم اژدهای سرخ (۲۰۰۲) ایفا کرد. چهارمین رمان، خیزش هانیبال (۲۰۰۶) به دوران کودکی لکتر و تبدیل او به یک قاتل زنجیره ای می‌پردازد. او در سال ۲۰۰۷ توسط گاسپار اولیل در فیلم اقتباسی به‌نام خیزش هانیبال به تصویر کشیده شد. در مجموعهٔ تلویزیونی هانیبال (۲۰۱۳–۲۰۱۵) که بر رابطه لکتر با گراهام تمرکز دارد، نقش او را مس میکلسن ایفا کرد.
در سال ۲۰۰۳، لکتر با بازی هاپکینز، از انستیتوی فیلم آمریکا به عنوان بزرگ‌ترین شرور تاریخ سینمای آمریکا انتخاب شد. در سال ۲۰۱۰، انترتینمنت ویکلی او را یکی از ۱۰۰ شخصیت برتر ۲۰ سال گذشته معرفی کرد. در سال ۲۰۱۹، لکتر با بازی میکلسن، از سوی رولینگ استون به عنوان هجدهمین شرور بزرگ در تاریخ تلویزیون معرفی شد.